# 방상내피
방상내피 또는 방한복 상의 내피는 방한용 동계의류이다.
대한민국에서는 군에서 사병들에게 보급품으로 지급된다. 야전상의나 활동복 내에 착용하며 흔히 깔깔이라고 부른다. 전역시 반출되어 민간에서 이용되기도 한다. 군용은 노란색이지만 민간용은 검은색이 있다. 최근에 군용이 노란색에서 갈색으로 바뀌고 있다.
대한민국 이외의 나라에서도 주로 군용품으로 생산된다.
- ALS/92 Liner
- M-65 Jacket Liner